# Bergafwaarts
Bergafwaarts is een televisieprogramma dat in de zomer van 2023 werd uitgezonden op Veronica. In het programma werden winterse activiteiten gedaan en streden de deelnemers om de titel 'Coolste persoon van deze zomer'. De presentatie was in handen van JayJay Boske en Moïse Trustfull. Het moest zorgen voor verfrissing door zogeheten 'afkoeltelevisie'.

## Achtergrond
Het programma werd om 20:30 op vrijdagen van 14 juli t/m 18 augustus 2023 in zes afleveringen uitgezonden en begon met dertien deelnemers. De gedachtegang achter het winterse programma in de zomer was dat volgens onderzoek mensen zelf verfrissing zouden ervaren als zij lang genoeg kijken naar mensen die het ijskoud hebben. Bij de meeste spellen vormden deelnemers een duo, waarbij de slechtst presterende duo's tegen elkaar een sneeuwballengevecht moesten houden om te bepalen wie er afviel. Bij de laatste spellen speelden de deelnemers ieder voor zich, waarbij Leroy er met de winst vandoor ging en de titel in ontvangst nam, alsmede 100.000 gesponsorde Sportlife-mints, een award en een vijfdaagse tweepersoonsreis naar Lapland.

## Ontvangst
Het programma werd niet goed bekeken, zo haalden de eerste vijf afleveringen gemiddeld slechts 20.000 kijkers.